# M33 X-7

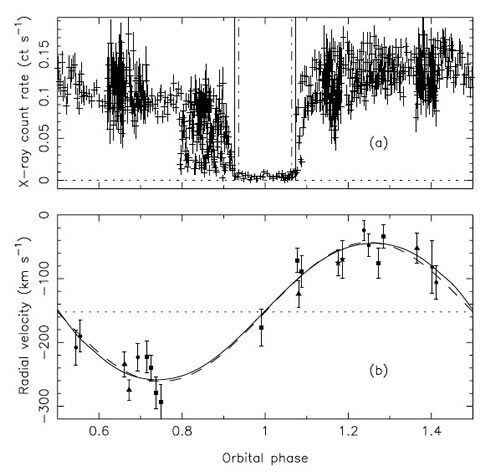
Lichtkromme van de röntgenstraling van M33 X-7 (boven) en de verandering van de radiële snelheid

M33 X-7 is een dubbelster bestaande uit een stellair zwart gat en een reuzenster van spectraalklasse O7-8III in de Driehoeknevel (M33). De schijnbare magnitude van de ster is 18,7.
M33 bevindt zich 3.000.000 lichtjaar van de Melkweg. Uit de omlooptijd (3,45 dagen) en de lichtkromme is bepaald dat de massa van het zwarte gat 15,65 zonsmassa is en de massa van de reuzenster 70 zonsmassa. 